# Motéma Music
Motéma Music est un label discographique américain de jazz et world music. Il est fondé en 2003 par la musicienne Jana Herzen. De nombreux groupes et artistes ont collaboré avec Motéma. Parmi eux, citons notamment Gregory Porter, Ginger Baker, Monty Alexander, Kellylee Evans, Randy Weston, Jean-Michel Pilc, ou encore Charnett Moffett.

## Histoire
Jana Herzen fonde Motéma Music en 2003 dans la baie de San Francisco. Le logo du label est conçu par Winston Smith. Le nom de motéma n'est pas choisi au hasard puisqu'il signifie « cœur » en lingala. Lors de sa création, le siège social de Motéma se trouve à San Francisco. Il est se relocalise plus tard dans le quartier de Harlem, à New York.
De nombreux artistes ont été produits par Motéma Music. Citons, de façon non exhaustive, Sertab Erener et Demir Demirkan en 2009, Charnett Moffett en 2009 et 2010, Randy Weston en 2010, Gregory Porter en 2010, 2011, 2012 et 2013, Jean-Michel Pilc et Monty Alexander en 2011, Geri Allen en 2011 et 2013, David Murray en 2011 et 2013, Ablaye Cissoko en 2012, Joe Locke en 2012, 2013 et 2015, Ginger Baker, Kellylee Evans et Omer Avital en 2014.
Pour Christian Kallen du journal Healdsburg Patch, « Motéma est devenu au XXIe siècle ce que Blue Note était pour les labels de jazz dans les années 1960 ».